# Оэнау
Оэнау, исп. Hohenau — город и район в департаменте Итапуа в Парагвае, расположенный в 8 км от Тринидада и в 365 км от Асунсьона. Поблизости расположены обширные поля, а также многочисленные ручьи (Капивари, Поромоко, Мансисови, Санта-Мария и другие).

## Название
Название (нем. Hohenau) происходит от его возвышенности с небольшим спуском к реке Парана, от немецкого слова hoch «высокий» и Au (e) «пойма». Аналогичное название, но с оригинальным немецким произношением (Хоэнау) носят городки в Нижней Баварии и Австрии.

## История
Город основали 14 марта 1900 года Карлос Реверчон, Гильермо Клосс, Амброзио Шоллер и Эстебан Шоллером при участии немецких колонистов. Основатель Вильгельм (Гильермо) Клосс, немец по происхождению, родился 31 октября 1841 года в Баумшнайсе, Бразилия (ныне Дойз-Ирманс). Клосс основал посёлок под названием «Серра Пелада» в штате Рио-Гранди-ду-Сул. Позже он решил переехать в Парагвай, где познакомился с будущим соучредителем Оэнау Карлосом Реверчоном. Вместе они разработали планы по массовому расселению немецких иммигрантов в регионе.
С помощью австрийского консула в Парагвае они убедили правительство разрешить строительство колонии. Декретом от 12 сентября 1898 года правительство Парагвая передало Гильермо Клоссу и Карлосу Реверчону участок в 16 квадратных лиг в тогдашнем Альто-Парана, департамент Энкарнасьон.
14 марта 1900 года прибыли первые поселенцы из Энкарнасьона. В августе 1900 года прибыли ещё 8 семей (всего 55 человек) — Дресслер, Кушель, Фритце, Яхов и другие, которые подготовили почву для массовой миграции в колонию.
Эти семьи столкнулись со многими проблемами, такими как болезни, дефицит и отсутствие связи, с которыми они постепенно справились. Статус посёлка был повышен до официального района в 1944 году.
В 1930-40-х годах колония начала привлекать не-немцев, среди которых были поляки, украинцы и русские, и в меньшей степени бельгийцы и французы. Позже, в 1958 году, прибыла большая волна японцев. Затем эти поселенцы основали район Ла-Пас.

## География
Территория муниципалитета составляет 220 квадратных километров. Граничит на севере и востоке с районом Облигадо, на юге с районом Тринидад и на западе с районами Хесус, Ла-Пас и Сан-Педро-дель-Парана .
Находится в зоне, богатой гидрографическими ресурсами (река Парана и ручей Капивари).

### Климат
Климат субтропический, идеальный для сельского хозяйства, с температурой от 3 до 4° C зимой до 37 и 38 ° C летом.

### Демография
Население Оэнау составляет 7 987 жителей.

## Экономика
Жители занимаются сельским хозяйством, в частности выращиванием сои, хлопка, кукурузы, маниока, мате, тунга, сорго, лимона, фасоли, арахиса и арбуза, а также животноводством: разводят коров, свиней и птиц.
Есть также несколько небольших производств: мукомольные заводы, мельницы для мате, винодельни, кирпичные заводы, пекарни, лесопилки, столярные мастерские и крахмальные заводы.
По данным Главного управления статистики, опросов и переписи населения, муниципалитет Оэнау занимает второе место по уровню жизни в Парагвае, тогда как первое место занимает столица Асунсьон.

### Туризм
Важной туристической достопримечательностью является Охотничий и рыболовный клуб Альто Парана, где проводится традиционная рыбалка Дорадо.
Среди других достопримечательностей, которые предлагает этот город — немецкая и японская колонии, где посетители могут полюбоваться архитектурными достопримечательностями, типичными продуктами питания и возделанными полями.
До Оэнау можно добраться по Ruta Sexta Doctor Juan León Mallorquín - дороге, которая пересекает центр города и соединяет его с городами Энкарнасьон и Сьюдад-дель-Эсте . Сеть местных дорог соединяет Оэнау с другими местами в окрестностях.

## Учреждения
В городе есть школа танцев, академия кулинарных искусств, швейная академия, парикмахерская академия и другие учреждения, где преподают информатику и машинопись.
Санитарные учреждения в городе: SOS Aldea de Niños, основанная 21 августа 1971 года на территории, подаренной Немецкой ассоциацией Оэнау, состоящая из 17 зданий, в которых размещены 160 детей; больница матери и ребёнка, больница SOS, рассчитанная на 40 коек и 2500 ежемесячных консультаций; и Адвентистская клиника, которая начала оказывать медицинскую помощь району и отделению в 1963 году.

## Известные жители
- Нацистский военный преступник доктор Йозеф Менгеле, по неподтверждённым данным, некоторое время[источник не указан 1458 дней] находился в Оэнау с 1959 по 1960 год (его постоянным местом жительства в этот период был Буэнос-Айрес).